# Arroyo Guadalupe la Palma
Arroyo Guadalupe la Palma är en ort i Mexiko.   Den ligger i kommunen Playa Vicente och delstaten Veracruz, i den sydöstra delen av landet, 400 km öster om huvudstaden Mexico City. Arroyo Guadalupe la Palma ligger 68 meter över havet och antalet invånare är 192.
Terrängen runt Arroyo Guadalupe la Palma är platt. Runt Arroyo Guadalupe la Palma är det ganska glesbefolkat, med 24 invånare per kvadratkilometer. Närmaste större samhälle är Playa Vicente, 11,6 km väster om Arroyo Guadalupe la Palma. Omgivningarna runt Arroyo Guadalupe la Palma är en mosaik av jordbruksmark och naturlig växtlighet.